# Andrzej Dziemianiuk
Andrzej Dziemianiuk (* 4. května 1959 Wyszki) je bývalý polský zápasník–judista.

## Sportovní kariéra
S judem začínal v Bělostoku. Vrcholově se připravoval v armádním sportovním klubu Gwardia ve Varšavě. V polské reprezentaci se prosazoval od roku 1981 v superlehké váze do 60 kg. V roce 1984 přišel o účast na olympijských hrách v Los Angeles kvůli bojkotu her zeměmi východního bloku. V dalších letech měl problémy se shazováním váhy a ve vyšších vahách se v reprezentaci neprosazoval. Sportovní kariéru ukončil na konci osmdesátých let.

## Výsledky
| Turnaj             | 1981            | 1982            | 1983            | 1984            | 1985            |
| Turnaj             | 22              | 23              | 24              | 25              | 26              |
| Turnaj             | superlehká váha | superlehká váha | superlehká váha | superlehká váha | superlehká váha |
| ------------------ | --------------- | --------------- | --------------- | --------------- | --------------- |
| Olympijské hry     |                 |                 |                 | —               |                 |
| Mistrovství světa  | úč.             |                 | úč.             |                 | —               |
| Mistrovství Evropy | 1.              | 3.              | 2.              | —               | úč.             |